# Joe Pantoliano
Joseph Peter "Joe" Pantoliano (født 12. september 1951) er en amerikansk film og TV -skuespiller, der bl.a. har spillet roller som Ralph Cifaretto i The Sopranos, Bob Keane i La Bamba, Teddy i Memento og Guido "the Killer Pimp" i Risky Business. Han omtales ofte som "Joey Pants", med henvisning til de besværligheder, nogle har med at udtale hans italienske efternavn.